# ۹۱۶ (خورشیدی)
۹۱۶ نهصد و شانزدهمین سال هجری خورشیدی است.